# Pidloztsí
Pidloztsí (ucraniano: Підлозці́; polaco: Podłoźce) es un municipio rural y pueblo de Ucrania, perteneciente al raión de Dubno en la óblast de Rivne.
En 2018, el municipio tenía una población de 1879 habitantes, de los cuales en torno a quinientos vivían en la capital municipal homónima y el resto repartidos en ocho pedanías. El municipio se fundó en 2015 mediante la fusión de los hasta entonces consejos rurales de Pidloztsí y Torhóvytsia. Del antiguo consejo rural de Pidloztsí proceden cuatro pedanías: Velyke, Zahatyntsi, Stávriv y Topilia. Además de los seis pueblos mencionados, pertenecen al municipio las tres pedanías del antiguo consejo rural de Torhóvytsia: Zavalia, Lyhachivka y Nové.
Se conoce la existencia del pueblo en documentos desde 1570. Fue una pequeña aldea hasta que comenzó a desarrollarse como pequeño núcleo comercial a principios del siglo XX, cuando pertenecía a la vólost de Yaroslávychi del uyezd de Dubno, en la gobernación de Volinia del Imperio ruso. En 1940, la RSS de Ucrania estableció aquí la sede del koljós de la zona. El área creció notablemente a partir de 1986, cuando se creó una urbanización para refugiados del accidente de Chernóbil procedentes del norte de la óblast. Hasta 2020, el área formaba parte del raión de Mlýniv.
El pueblo se ubica junto al río Styr, muy cerca del límite con la óblast de Volinia, unos 20 km al sur de Lutsk.